# Wybory samorządowe w Polsce w 2014 roku
Wybory samorządowe w Polsce w 2014 – wybory samorządowe, które odbyły się 16 listopada 2014 (druga tura 30 listopada). Rozporządzenie w tej sprawie zostało podpisane przez premiera Donalda Tuska 20 sierpnia 2014. Były to pierwsze wybory samorządowe przeprowadzone na podstawie przepisów Kodeksu wyborczego z 2011.

## Listy wyborcze

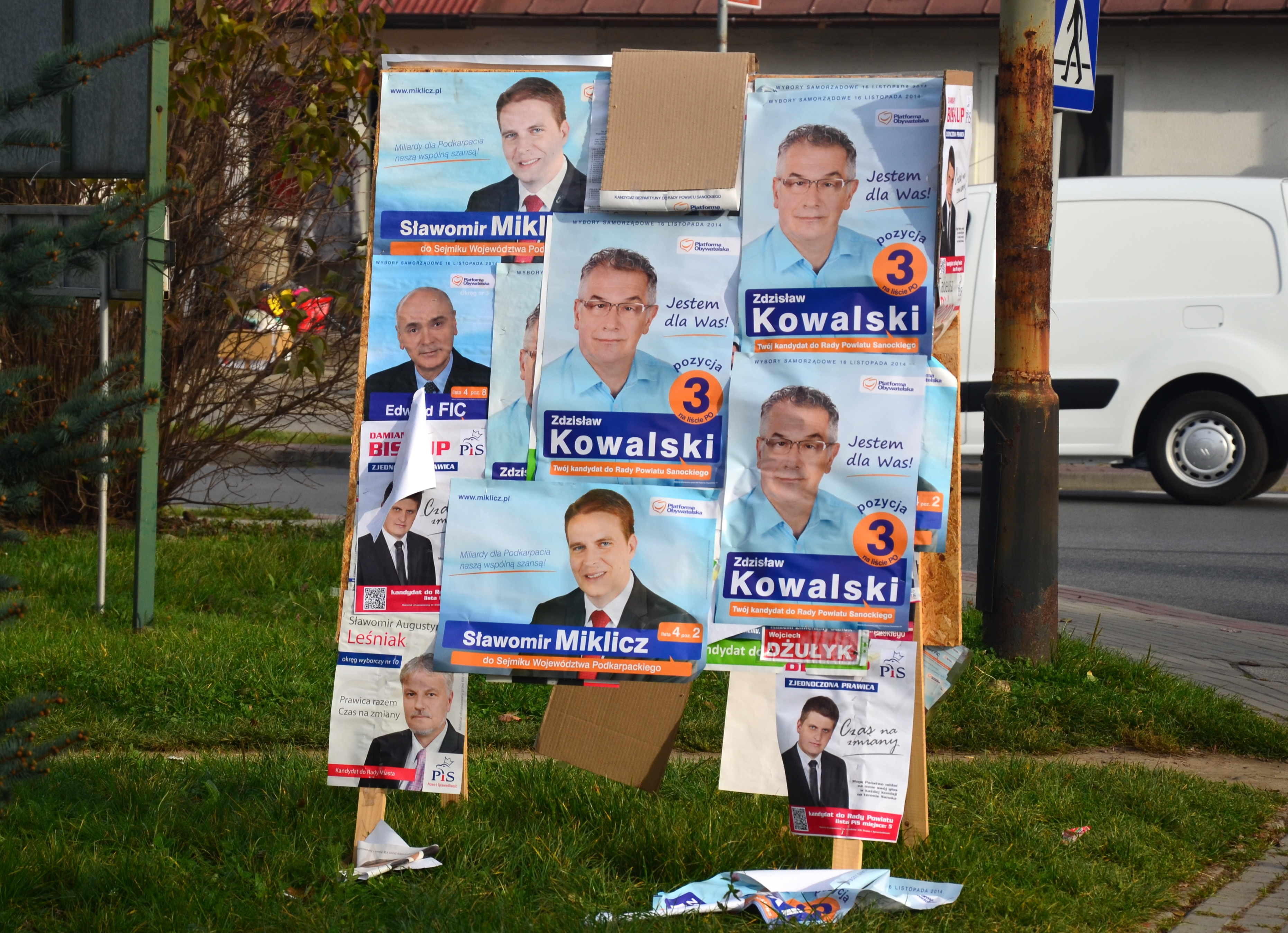
Plakaty wyborcze w Sanoku

W dniu 17 października PKW wylosowała numery list komitetów ogólnopolskich:
- Polskie Stronnictwo Ludowe – nr 1
- Demokracja Bezpośrednia – nr 2
- Prawo i Sprawiedliwość – nr 3
- Platforma Obywatelska – nr 4
- Ruch Narodowy – nr 5
- SLD Lewica Razem – nr 6
- Nowa Prawica Janusza Korwin-Mikke – nr 7.

## Wyniki głosowania i wyniki wyborów

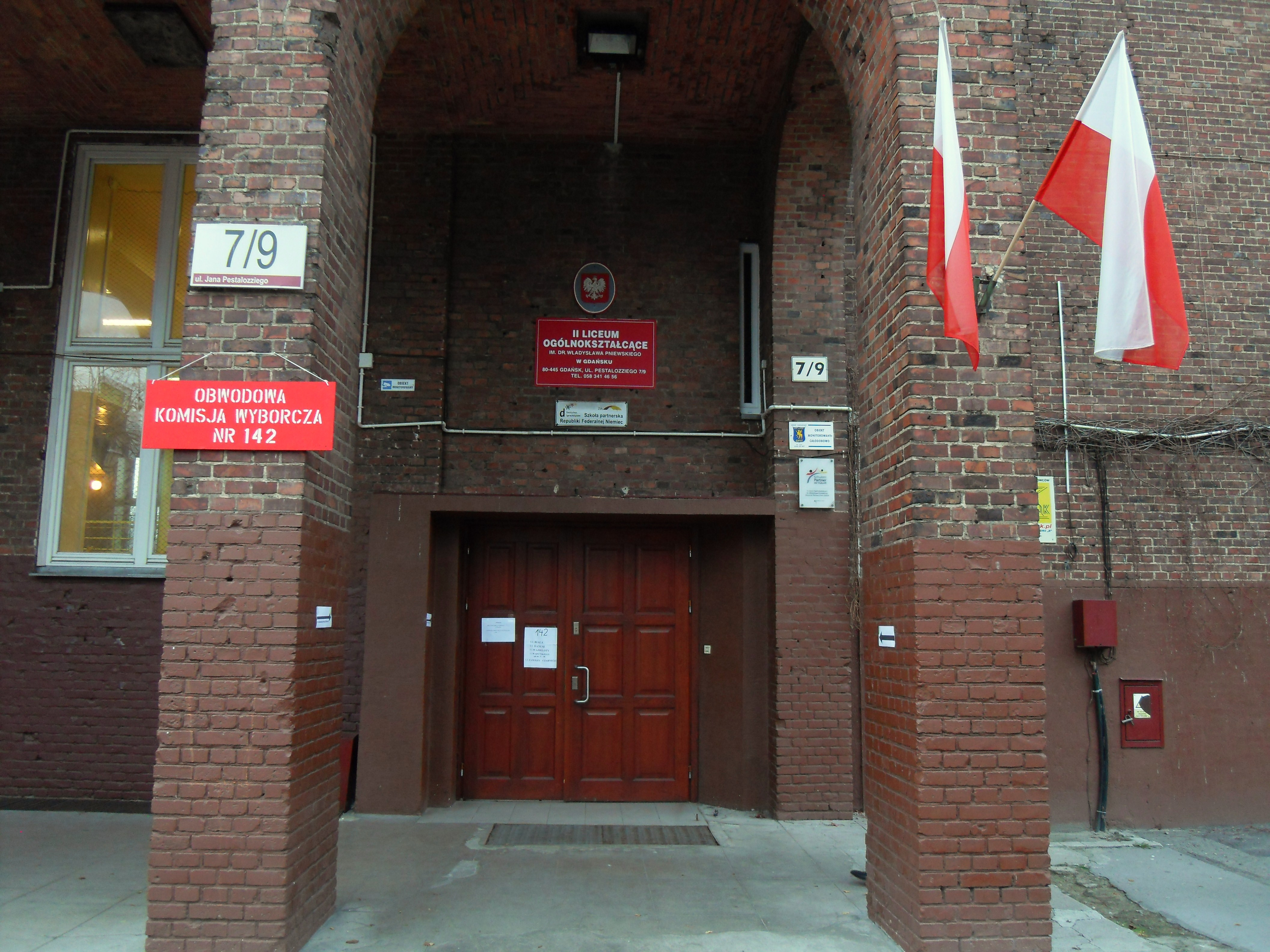
Wejście do jednej z obwodowych komisji wyborczych

### Frekwencja
I tura wyborów, frekwencja na poziomie całego kraju:
- 12:00 – 14,59%[5]
- 17:30 – 39,28%[6]
- ostateczna – 47,40%[7]

II tura wyborów, frekwencja na poziomie całego kraju:
- 12:00 – 11,40%[8]
- 17:30 – 32,33%[9]
- ostateczna – 39,97%[10]

### Wybory wójtów, burmistrzów i prezydentów miast
| Komitet wyborczy           | Prezydenci miast | Burmistrzowie | Wójtowie |
| -------------------------- | ---------------- | ------------- | -------- |
| Platforma Obywatelska      | 23               | 23            | 8        |
| Prawo i Sprawiedliwość     | 11               | 49            | 64       |
| SLD Lewica Razem           | 5                | 8             | 9        |
| Polskie Stronnictwo Ludowe | 1                | 58            | 199      |

W wyniku tych wyborów samorządowych obywatele wybrali 106 prezydentów miast, z których 37 wygrało wybory w I turze. W 67 miastach prezydentami zostali kandydaci startujący z komitetów własnych lub lokalnych, w 23 kandydaci Platformy Obywatelskiej, w 10 kandydaci Prawa i Sprawiedliwości, w 5 kandydaci SLD Lewica Razem, a w 1 kandydat Polskiego Stronnictwa Ludowego. Prezydentami miast zostało 24 członków PO, 10 Sojuszu Lewicy Demokratycznej, 7 PiS, 3 PSL oraz 62 kandydatów bezpartyjnych (m.in. dotychczasowy poseł Twojego Ruchu).
Wybory na urząd prezydenta miasta nie zostały przeprowadzone w Zielonej Górze (województwo lubuskie) z uwagi na planowane na dzień 1 stycznia 2015 przyłączenie do miasta dotychczasowej gminy wiejskiej Zielona Góra. Wybory prezydenta Zielonej Góry zostały przeprowadzone 15 marca 2015 (do tego czasu pełnienie funkcji kontynuował dotychczasowy prezydent).
Spośród wszystkich kandydatów wybranych na wójtów, burmistrzów i prezydentów miast, 258 zostało wybranych z ramienia komitetu PSL, 124 z ramienia PiS, 54 z ramienia PO, 22 z ramienia SLD LR, a 2017 z ramienia pozostałych komitetów.

### Sejmiki województw

Podział mandatów w sejmikach wojewódzkich po wyborach
Koalicje w sejmikach[14]

#### Wyniki głosowania
Wszystkie dane wyrażono w procentach.
| Sejmik             | PiS         | PO    | PSL   | SLD LR | NP JKM | RN   | DB   | Regionalne z mandat. | Inne   |      |
| ------------------ | ----------- | ----- | ----- | ------ | ------ | ---- | ---- | -------------------- | ------ | ---- |
| Sejmik             | dolnośląski | 22,17 | 32,59 | 15,90  | 9,98   | 3,78 | 1,40 | 0,15                 | 11,931 | 2,09 |
| kujawsko-pomorski  | 21,15       | 32,67 | 24,33 | 12,25  | 3,51   | 0,96 | 0,12 | –                    | 4,99   |      |
| lubelski           | 31,88       | 19,17 | 32,43 | 6,94   | 3,27   | 2,08 | 0,84 | –                    | 3,39   |      |
| lubuski            | 16,91       | 25,37 | 22,90 | 14,85  | 2,76   | 1,37 | 0,15 | 11,94²               | 3,75   |      |
| łódzki             | 27,48       | 26,77 | 27,04 | 9,02   | 3,47   | 1,31 | 1,20 | –                    | 3,70   |      |
| małopolski         | 36,71       | 28,26 | 20,04 | 4,74   | 4,77   | 1,55 | 0,92 | –                    | 3,01   |      |
| mazowiecki         | 28,76       | 24,06 | 25,64 | 7,11   | 4,18   | 1,77 | 1,14 | –                    | 7,34   |      |
| opolski            | 16,79       | 25,35 | 21,92 | 9,48   | 3,94   | 0,61 | 0,32 | 14,903               | 6,69   |      |
| podkarpacki        | 43,70       | 15,37 | 24,39 | 7,44   | 3,93   | 2,30 | 0,22 | –                    | 2,64   |      |
| podlaski           | 33,67       | 22,46 | 27,55 | 6,80   | 3,66   | 1,81 | 0,87 | –                    | 3,18   |      |
| pomorski           | 23,40       | 40,74 | 17,43 | 7,78   | 4,47   | 1,78 | 1,43 | –                    | 2,96   |      |
| śląski             | 25,07       | 27,21 | 13,21 | 10,39  | 3,98   | 1,53 | 1,23 | 7,204                | 10,17  |      |
| świętokrzyski      | 24,99       | 14,10 | 46,24 | 8,65   | 3,37   | 1,26 | 0,29 | –                    | 1,10   |      |
| warmińsko-mazurski | 18,84       | 26,88 | 37,09 | 8,49   | 3,44   | 1,68 | 0,75 | –                    | 2,82   |      |
| wielkopolski       | 19,81       | 25,73 | 25,80 | 11,29  | 4,04   | 1,19 | 0,75 | 7,545                | 3,84   |      |
| zachodniopomorski  | 19,29       | 31,94 | 20,58 | 11,82  | 3,39   | 1,66 | 0,78 | 9,866                | 0,67   |      |
| Polska             | 26,89       | 26,29 | 23,88 | 8,79   | 3,89   | 1,57 | 0,81 | 3,33                 | 4,56   |      |

Objaśnienia:
1 KWW Bezpartyjni Samorządowcy,
2 KWW Lepsze Lubuskie – Bezpartyjny Samorząd,
3 KWW Mniejszość Niemiecka,
4 Ruch Autonomii Śląska,
5 KWW Ryszarda Grobelnego Teraz Wielkopolska,
6 Bezpartyjni KWW Pomorze Zachodnie.
W tabeli przedstawiono jedynie wyniki komitetów ogólnopolskich. Spośród pozostałych komitetów najlepsze rezultaty w skali kraju uzyskały: Twój Ruch (1%), Ruch Autonomii Śląska (0,86%), Bezpartyjni Samorządowcy (0,85%) i Teraz Wielkopolska (0,62%). Ogółem listy wystawiły 53 komitety.

#### Podział mandatów
Źródło: Państwowa Komisja Wyborcza.
| Sejmik             | PO          | PiS | PSL | SLD LR | MN | RAŚ | BS | LL | TW | BPZ | Razem |   |    |
| ------------------ | ----------- | --- | --- | ------ | -- | --- | -- | -- | -- | --- | ----- | - | -- |
| Sejmik             | dolnośląski | 16  | 9   | 5      | 2  | –   | –  | 4  | –  | –   | Razem | – | 36 |
| kujawsko-pomorski  | 14          | 7   | 10  | 2      | –  | –   | –  | –  | –  | –   | 33    |   |    |
| lubelski           | 7           | 13  | 12  | 1      | –  | –   | –  | –  | –  | –   | 33    |   |    |
| lubuski            | 10          | 5   | 8   | 5      | –  | –   | –  | 2  | –  | –   | 30    |   |    |
| łódzki             | 10          | 12  | 10  | 1      | –  | –   | –  | –  | –  | –   | 33    |   |    |
| małopolski         | 14          | 17  | 8   | –      | –  | –   | –  | –  | –  | –   | 39    |   |    |
| mazowiecki         | 15          | 19  | 16  | 1      | –  | –   | –  | –  | –  | –   | 51    |   |    |
| opolski            | 9           | 5   | 8   | 1      | 7  | –   | –  | –  | –  | –   | 30    |   |    |
| podkarpacki        | 5           | 19  | 9   | –      | –  | –   | –  | –  | –  | –   | 33    |   |    |
| podlaski           | 8           | 12  | 9   | 1      | –  | –   | –  | –  | –  | –   | 30    |   |    |
| pomorski           | 17          | 9   | 7   | –      | –  | –   | –  | –  | –  | –   | 33    |   |    |
| śląski             | 17          | 16  | 5   | 3      | –  | 4   | –  | –  | –  | –   | 45    |   |    |
| świętokrzyski      | 3           | 8   | 17  | 2      | –  | –   | –  | –  | –  | –   | 30    |   |    |
| warmińsko-mazurski | 9           | 6   | 14  | 1      | –  | –   | –  | –  | –  | –   | 30    |   |    |
| wielkopolski       | 13          | 8   | 12  | 4      | –  | –   | –  | –  | 2  | –   | 39    |   |    |
| zachodniopomorski  | 12          | 6   | 7   | 4      | –  | –   | –  | –  | –  | 1   | 30    |   |    |
| Polska             | 179         | 171 | 157 | 28     | 7  | 4   | 4  | 2  | 2  | 1   | 555   |   |    |

### Rady powiatów
W 147 powiatach najwięcej głosów otrzymało Polskie Stronnictwo Ludowe, w 79 Prawo i Sprawiedliwość, w 28 Platforma Obywatelska, w 3 Mniejszość Niemiecka, w 1 SLD Lewica Razem, a w 56 pozostałe komitety.
| Komitet wyborczy | Komitet wyborczy           | % głosów | Liczba mandatów |
| ---------------- | -------------------------- | -------- | --------------- |
|                  | Polskie Stronnictwo Ludowe | 21,42    | 1702            |
|                  | Prawo i Sprawiedliwość     | 23,53    | 1514            |
|                  | Platforma Obywatelska      | 12,32    | 758             |
|                  | SLD Lewica Razem           | 5,79     | 226             |
|                  | Pozostałe                  | 36,94    | 2076            |

### Rady gmin
| Komitet Wyborczy | Komitet Wyborczy                    | Miasta na prawach powiatu | Miasta na prawach powiatu | Gminy niebędących miastami na prawach powiatu | Gminy niebędących miastami na prawach powiatu |
| Komitet Wyborczy | Komitet Wyborczy                    | % głosów                  | Liczba mandatów           | % głosów                                      | Liczba mandatów                               |
|                  | Prawo i Sprawiedliwość              | 27,29                     | 548                       | 11,57                                         | 2982                                          |
|                  | Platforma Obywatelska               | 27,27                     | 491                       | 3,78                                          | 773                                           |
|                  | SLD Lewica Razem                    | 9,04                      | 127                       | 3,04                                          | 643                                           |
|                  | Nowa Prawica – Janusza Korwin-Mikke | 3,27                      | 0                         | 0,20                                          | 9                                             |
|                  | Polskie Stronnictwo Ludowe          | 2,48                      | 16                        | 8,21                                          | 4355                                          |
|                  | Pozostałe                           | 30,65                     | 512                       | 73,19                                         | 29080                                         |

### Rady dzielnic Warszawy
W wyborach do rad dzielnic miasta stołecznego Warszawy zwyciężyły następujące komitety wyborcze:
| Dzielnica      | Zwycięski komitet wyborczy                    | Zwycięski komitet wyborczy                    | Liczba mandatów |
| -------------- | --------------------------------------------- | --------------------------------------------- | --------------- |
| Bemowo         | KWW Jarosław Dąbrowski burmistrzem dla Bemowa | KWW Jarosław Dąbrowski burmistrzem dla Bemowa | 9 (na 25)       |
| Białołęka      | Platforma Obywatelska                         | Platforma Obywatelska                         | 12 (na 23)      |
| Bielany        | Platforma Obywatelska                         | Platforma Obywatelska                         | 12 (na 25)      |
| Mokotów        | Platforma Obywatelska                         | Platforma Obywatelska                         | 15 (na 28)      |
| Ochota         | Platforma Obywatelska                         | Platforma Obywatelska                         | 8 (na 23)       |
| Praga-Południe | Platforma Obywatelska                         | Platforma Obywatelska                         | 13 (na 25)      |
| Praga-Północ   | Prawo i Sprawiedliwość                        | Prawo i Sprawiedliwość                        | 9 (na 23)       |
| Rembertów      | KWW Forum dla Rembertowa                      | KWW Forum dla Rembertowa                      | 5 (na 21)       |
| Śródmieście    | Platforma Obywatelska                         | Platforma Obywatelska                         | 11 (na 25)      |
| Targówek       | Prawo i Sprawiedliwość                        | Prawo i Sprawiedliwość                        | 11 (na 25)      |
| Ursus          | Platforma Obywatelska                         | Prawo i Sprawiedliwość                        | po 8 (na 23)    |
| Ursynów        | Platforma Obywatelska                         | Platforma Obywatelska                         | 11 (na 25)      |
| Wawer          | Platforma Obywatelska                         | Platforma Obywatelska                         | 9 (na 23)       |
| Wesoła         | Platforma Obywatelska                         | Platforma Obywatelska                         | 9 (na 21)       |
| Wilanów        | Platforma Obywatelska                         | Platforma Obywatelska                         | 11 (na 21)      |
| Włochy         | Prawo i Sprawiedliwość                        | Prawo i Sprawiedliwość                        | 9 (na 23)       |
| Wola           | Platforma Obywatelska                         | Platforma Obywatelska                         | 14 (na 25)      |
| Żoliborz       | Platforma Obywatelska                         | Prawo i Sprawiedliwość                        | po 8 (na 21)    |

| Komitet wyborczy       | Liczba mandatów |
| ---------------------- | --------------- |
| Platforma Obywatelska  | 173             |
| Prawo i Sprawiedliwość | 143             |
| SLD Lewica Razem       | 14              |
| Miasto Jest Nasze      | 7               |
| Pozostałe              | 86              |

### Statystyka głosów nieważnych
Pierwsza tura wyborów
W pierwszej turze wyborów wójtów, burmistrzów i prezydentów miast głosy nieważne stanowiły 2,1% ogólnej liczby głosów oddanych. Z powodu niepostawienia znaku x oddano 67,3% ogólnej liczby głosów nieważnych. Z powodu postawienia dwóch znaków x oddano 26% ogólnej liczby głosów nieważnych. Głosy nieważne z innych przyczyn stanowiły natomiast 6,7% liczby głosów nieważnych.
| Szczebel wyborów                           | % głosów nieważnych (z kart ważnych) |
| ------------------------------------------ | ------------------------------------ |
| Wójtowie, burmistrzowie i prezydenci miast | 2,12                                 |
| Rady gmin i miast na prawach powiatu       | 5,23                                 |
| Rady powiatów                              | 16,67                                |
| Sejmiki województw                         | 17,47                                |

Druga tura wyborów
W drugiej turze wyborów wybierano 890 burmistrzów, wójtów i prezydentów miast. Spośród 6 339 491 głosów oddano 79 545 nieważnych (1,24%). Z powodu niepostawienia znaku x oddano 35 470 (44,59% ogólnej liczby głosów nieważnych). Z powodu postawienia dwóch znaków x oddano 36 795 (46,26% ogólnej liczby głosów nieważnych). Głosy nieważne z innych przyczyn stanowiły natomiast 9,15% liczby głosów nieważnych (7280 głosów).

## Nieprawidłowości

### Problemy z systemem informatycznym

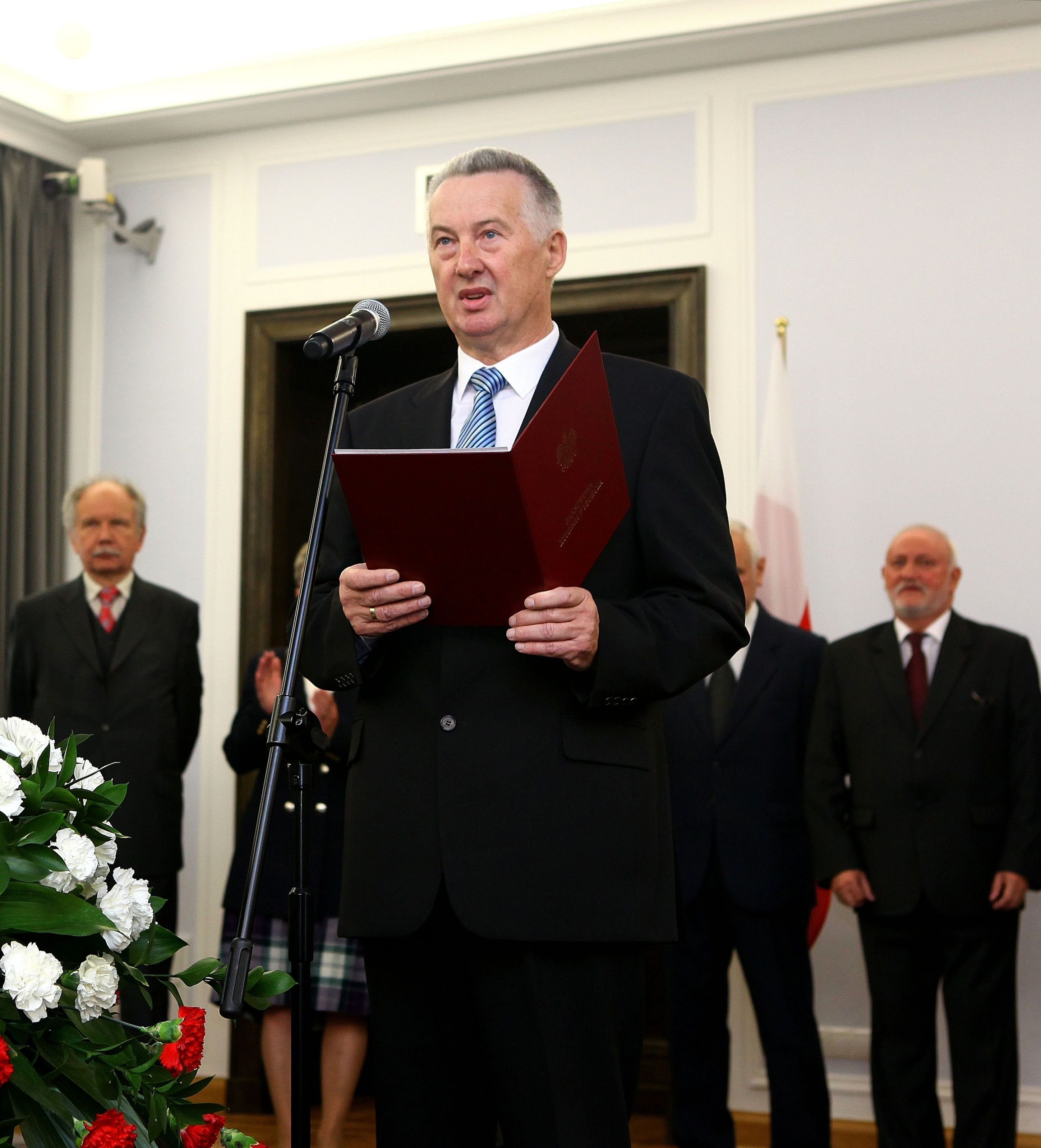
Stefan Jaworski, przewodniczący PKW w latach 2010–2014

Przed wyborami przeprowadzano testy systemu informatycznego Platforma Wyborcza 2.0 (przedsiębiorstwa Nabino Sp. z o.o. z Łodzi założonego w 2009), które zakończyły się niepomyślnie. Audyt bezpieczeństwa systemu komputerowego przeprowadziła na zlecenie PKW firma Eversys Sp z o.o. z Warszawy. Problemami dotyczącymi systemu informatycznego Państwowej Komisji Wyborczej miała zainteresować się Agencja Bezpieczeństwa Wewnętrznego oraz Najwyższa Izba Kontroli.
16 listopada Prawo i Sprawiedliwość poinformowało PKW o wybrakowanych kartach do głosowania w niektórych komisjach wyborczych. W nocy powyborczej z 16 na 17 listopada pojawiły się problemy z systemem informatycznym. Nad ranem 18 listopada poinformowano, że system jest już w pełni sprawny. Mimo to komisje wyborcze informowały o problemach z nim zawiązanych.

### Błędy w ogłaszanych wynikach głosowania

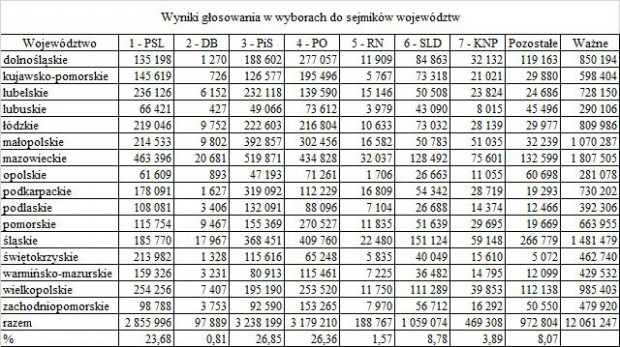
Arkusz PKW zawierający błędne wyniki głosowania

22 listopada 2014 Wojewódzka Komisja Wyborcza w Katowicach uchyliła błędny protokół z wyborów do Sejmiku Województwa Śląskiego (zawierający m.in. zawyżoną o ponad 132 tysiące liczbę głosów ważnych), a następnie przyjęła poprawny. Nie miało to wpływu na bieżący podział mandatów. Sprawa stała się przedmiotem protestu wyborczego. Później ponownie wydawano lub korygowano protokoły z wyborów do sejmików co najmniej czterech innych województw (opolskiego – 28 listopada, dolnośląskiego – 30 listopada, pomorskiego – 1 grudnia i mazowieckiego – 29 stycznia 2015), lecz skala zmian była zdecydowanie mniejsza.
Późnym wieczorem 22 listopada podczas konferencji prasowej PKW doszło do pomyłki przy ogłaszaniu podziału mandatów między komitety. Podano także błędne odsetki głosów nieważnych. Wraz ze sprostowaniem podziału mandatów upubliczniono tabelę zawierającą zbiorcze wyniki głosowania do sejmików województw (podczas konferencji przedstawiono ograniczone informacje), opierając się o pierwotną wersję protokołu z województwa śląskiego i innych województw w których korekty były dokonywane później. Spowodowało to, że opublikowane wówczas sumaryczne wyniki wyborcze komitetów były błędne, co nie zostało dotychczas sprostowane przez PKW.

### Skutki
20 listopada odbyła się manifestacja „Stop manipulacjom wyborczym” organizowana przez Nową Prawicę, Ruch Narodowy oraz Solidarnych 2010. Do siedziby PKW weszła część demonstrantów, w związku z czym prace komisji zostały przerwane. Okupacja budynku zakończyła się interwencją Policji podczas której wyprowadzono demonstrantów i zatrzymano 12 osób, wśród nich dziennikarza Telewizji Republika Jana Pawlickiego, fotoreportera Polskiej Agencji Prasowej Tomasza Gzella oraz reżysera Grzegorza Brauna. Sprzeciw w związku z zatrzymaniem dziennikarzy i fotoreporterów wyraziła Helsińska Fundacja Praw Człowieka, a prokuratura rejonowa wszczęła śledztwo w sprawie przekroczenia uprawnień przez policjantów (umorzone latem 2015).
21 listopada 2014 do dymisji podał się przewodniczący Państwowej Komisji Wyborczej Stefan Jaworski oraz 6 z 8 pozostałych sędziów (wcześniej uczynił to także sekretarz PKW i szef Krajowego Biura Wyborczego Kazimierz Czaplicki oraz sędzia Stanisław Zabłocki). Nie zrobił tego jedynie Wiesław Kozielewicz, który 21 listopada zastąpił Stanisława Kosmala, w związku z ukończeniem przez niego 70. roku życia. Dymisje weszły w życie 1 grudnia 2014.
Złożono 1985 protestów wyborczych (zdecydowanie więcej niż przy poprzednich wyborach). W niektórych miejscach sądy okręgowe zdecydowały o powtórzeniu głosowania.
W listopadzie 2015 prokuratura okręgowa w Warszawie przedstawiła byłemu wicedyrektorowi KBW Romualdowi D. zarzuty nieumyślnego niedopełnienia obowiązków i wyrządzenia istotnej szkody. 14 listopada 2014 rekomendował on PKW użycie systemu informatycznego, mimo iż system ten był niekompletny i nie funkcjonował w sposób prawidłowy. Zarzut obejmuje również nieprawidłowości przy odbiorze systemu od jego wykonawcy. Wyrządzenie istotnej szkody polegało na spowodowaniu utraty wiarygodności wobec przyjętego wówczas sposobu ustalenia wyników głosowania oraz utraty zaufania do PKW. Oskarżony nie przyznał się do popełnienia zarzucanego mu czynu i odmówił składania wyjaśnień.
W debacie publicznej pojawiały się opinie, że wybory zostały sfałszowane. Zwolennicy tej tezy zwracali uwagę na wysoki odsetek głosów nieważnych, niespodziewanie wysoki wynik PSL-u i rozbieżności z pomiarami exit poll. W sondażu Millward Brown z 25 listopada 2014 pogląd taki podzielało 25% badanych. Prawo i Sprawiedliwość złożyło projekt ustawy dotyczący skrócenia kadencji nowo wybranych sejmików wojewódzkich (upłynęłaby ona z dniem 31 marca 2015).
Nieprawidłowości spowodowały powstanie wielu ruchów mających na celu podejmowanie działań niezależnej kontroli kolejnych wyborów. Powstał Ruch Kontroli Wyborów, który zrzeszał osoby chętne do udziału w niezależnej, dodatkowej kontroli wyborów, poprzez odpowiednie szkolenia, zachęcanie do zgłaszania się do funkcji członka obwodowej komisji, męża zaufania lub wolontariusza, weryfikującego protokoły głosowania w komisjach i przekazywania ich do RKW w celu niezależnego, alternatywnego zliczania głosów.

#### Zmiany w kodeksie wyborczym
Po wyborach powstały inicjatywy mające na celu zmianę Kodeksu wyborczego. Do najważniejszych należą inicjatywy poselskie – Prawa i Sprawiedliwości, Sprawiedliwej Polski, Sojuszu Lewicy Demokratycznej, inicjatywa prezydencka Bronisława Komorowskiego oraz obywatelska inicjatywa ustawodawcza pn. Uczciwe Wybory.
Sejm ostatecznie zdecydował się 15 maja 2015 uchwalić projekt prezydencki. Do najważniejszych zmian należą:
- przezroczyste urny wyborcze, których wzór określa Państwowa Komisja Wyborcza oraz koperty na kartę do głosowania gwarantujące tajność głosowania (dla wyborów zarządzonych od 1 lipca 2016),
- możliwość rejestracji własnymi urządzeniami nagrywającymi czynności obwodowych komisji przez mężów zaufania przed rozpoczęciem głosowania i po jego zakończeniu,
- ujęcie w protokołach głosowania liczby głosów nieważnych, z podaniem przyczyny nieważności głosu,
- kadencyjność członków Państwowej Komisji Wyborczej – 9 lat oraz górny wiek członka – 70 lat (od 1 stycznia 2016),
- informowanie przez wójta (burmistrza, prezydenta miasta) wyborców w formie druku bezadresowego najpóźniej w 21. dniu przed terminem wyborów o sposobie głosowania oraz warunkach ważności głosu w danych wyborach (od 1 stycznia 2016),
- zasada, iż karta do głosowania jest kartką zadrukowaną jednostronnie, natomiast w uzasadnionych przypadkach (np. zbyt duża liczba komitetów wyborczych) PKW może zastosować karty do głosowania w formie „książeczki” z obligatoryjną informacją na pierwszej stronie o sposobie głosowania oraz warunkach ważności głosu w danych wyborach, na stronie drugiej – spis treści zawierający listę komitetów wyborczych,
- wspólne wykonywanie czynności związanych z ustaleniem wyników głosowania przez członków obwodowych komisji wyborczych,
- zakaz członkostwa osób w obwodowej komisji wyborczej, jeśli kandydatem jest osoba bliska (zstępnym, wstępnym, małżonkiem, rodzeństwem, małżonkiem zstępnego lub przysposobionego),
- zwiększenie z 9 do 10 maksymalnej i zmniejszenie z 7 do 6 minimalnej liczebności komisji obwodowych w obwodach ze względu na zróżnicowanie liczby uprawnionych do głosowania (od 2000 głosujących minimum 8 członków komisji), co ma zwiększyć komfort pracy komisji oraz przyspieszyć liczenie oddanych głosów,
- ustalenie liczebności zagranicznych komisji wyborczych od 4 do 8 osób spośród kandydatów zgłoszonych przez pełnomocników wyborczych lub upoważnione przez nich osoby oraz jednej osoby wyznaczonej przez konsula.

12 czerwca 2015 Senat przyjął uchwaloną ustawę przez Sejm i wprowadził do niej 13 poprawek. Sejm na 95. posiedzeniu w dniach 23–25 czerwca 2015 rozpatrzył wprowadzone poprawki i wszystkie je przyjął. Prezydent podpisał ustawę z dnia 25 czerwca 2015 r. o zmianie ustawy – Kodeks wyborczy 21 lipca 2015 i tydzień później została ona opublikowana w Dzienniku Ustaw. Ustawa weszła w życie 12 sierpnia 2015 (z ww. wyjątkami).